# Ajuste de Contas
Ajuste de Contas é uma telenovela portuguesa que foi transmitida entre 13 de Novembro de 2000 e 8 de Junho de 2001 pela RTP. É da autoria de Francisco Nicholson.

## Sinopse
Nos finais da década de 40, Jorge (Rui Mendes), Carlos (Mário Jacques), Mário (Sinde Filipe) e José Eduardo (João Perry) conhecem-se no início do ano lectivo do liceu. A amizade entre os quatro consolida-se rapidamente, apesar dos rumos diferentes que tomam mais tarde. Dir-se-ia indestrutível, esta amizade, cimentada ao longo dos anos por euforias e frustrações, alegrias e tristezas, confidências e cumplicidades, pequenos e grandes segredos partilhados a quatro num assumido "um por todos, todos por um". Nem as diferenças sociais, culturais ou económicas impediram o companheirismo existente entre os quatro amigos e as próprias famílias acabaram por render-se a esta união. Tudo correria no melhor dos mundos, se por acaso, esse mundo existisse…
Quando José Eduardo termina o seu curso de medicina, toma a dolorosa decisão de sair do país, escapando-se assim da Guerra do Ultramar para que tinha sido mobilizado. Mas quando José Eduardo resolve partilhar esta decisão com os seus amigos, é vítima de uma traição que o leva directamente à frente de combate em Angola, onde acaba por ser considerado morto, devido à falta de notícias.
Cerca de 35 anos mais tarde, uma desesperada tentativa de suicídio de Marta (Isabel Ruth), mulher de Jorge e amiga de adolescência dos quatro amigos inseparáveis, leva-a a dar entrada de urgência no banco de um hospital, provocando um surpreendente reencontro com José Eduardo. Descobre-se então que não só sobreviveu à guerra como é o cirurgião-chefe da unidade hospitalar a que Marta foi conduzida.
As condições dramáticas que estão na origem do reencontro provocarão uma amálgama de sentimentos e emoções contraditórias. Um misto de surpresa e ansiedade, estupefacção e desespero, alegria e medo, estão relacionadas com a vontade de José Eduardo querer fazer o seu Ajuste de Contas.

## Elenco Principal
- Anabela Teixeira - Patrícia Lopes
- Anna Ludmilla - Flávia Coletti
- António Capelo - Carlos Vaz
- António Montez (†) - Frei Hermínio
- António Pedro Cerdeira - Bruno Reis
- Armando Cortez[1] (†) - Mestre Eugénio
- Carla Maciel - Idália
- Carlos Vieira de Almeida - Sales
- Cristina Areia - Cristina Franco
- Diogo Morgado[7][8][9] - Francisco Lemos
- Fátima Brito - Célia
- Gabriel Leite - Nélson
- Gonçalo Waddington - Filipe Pereira
- Helena Isabel[1] - Manuela
- Inês Rosado - Micá
- Isabel Ruth[1] - Marta
- Joana Figueira - Bina
- João Perry[1][10] - José Eduardo Mota
- Lia Gama[1] - Guida Reis
- Lúcia Moniz[11][12][13] - Joaninha Reis
- Luís Mascarenhas - Vieira
- Mafalda Drummond - Emília
- Magda Cardoso - Fátima
- Manuel Wiborg - Gonçalo
- Manuela Maria - Ema
- Marcantonio Del Carlo - Aníbal Figueiredo
- Maria João Luís - Natércia Vaz
- Maria João Silveira - Kátia Mota
- Maria José (†) - Luciana
- Mário Jacques (†) - Carlos Reis
- Nádia Santos - Amália Mota
- Nuno Melo (†) - António Gradim 'Toni'
- Octávio de Matos (†) - Vítor 'Vitinho'
- Paula Neves - Sílvia Alves
- Pedro Lima (†) - Rui Gonçalves
- Pedro Pinheiro (†) - Alves
- Raúl Solnado (†) - Coronel Julião Vasconcelos
- Rosa do Canto - Laidinha Pereira
- Rui Luís Brás - Emanuel Gaspar
- Rui Mendes[1] - Jorge Lopes
- Sofia de Portugal - Rosa (creditada como Sofia Portugal)
- Sofia Nicholson[14] - Maria
- Susana Vitorino - Sofia (creditada como Susana Dias)

## Com a participação especial de
- Ana Zanatti[15] - Rita
- Maria Helena Matos (†) - Mariana
- Sinde Filipe[1][16] - Mário

## Flashbacks
- Alexandre de Sousa - Henrique Lopes (pai de Jorge)
- Duarte Guimarães - Jorge (jovem)
- Eduardo Viana (ator) - Polícia que vai buscar José Eduardo e o põe no porão do barco
- Isabel Abreu - Marta (jovem)
- João Afonso - Mário (criança)
- Luís Esparteiro - Norberto (pai de José Eduardo)
- Marques D'Arede- D. Rodrigo (pai de Marta)
- Nuno Lopes[17][18] - Carlos (jovem)
- Pedro Amaral - José Eduardo (fuga e prisão)
- Pedro Granger[19] - José Eduardo (jovem)
- Salvador Solla - José Eduardo (criança)
- Patrícia Resende - Guida (criança)
- Sara Moniz - Guida (jovem)
- Tiago Fernandes - Amigo de Jorge

## Elenco Adicional
- Adriana Barral - Professora da universidade
- Alexandre Melo - Reitor da universidade
- Alina Vaz - Viscondessa
- Amadeu Caronho (†) - Mário
- Ana Afonso - Prostituta do bar onde Jorge vai regularmente
- Ana Vasques de Sousa - Teresa (colega de Sílvia na universidade)
- Anna Carvalho - Amiga de Sílvia
- António Aldeia - Ascensão (Segurança / Porteiro da Clínica)
- António Évora (†) - Ti Zé
- Antónia Terrinha - Deolinda
- Cândido Mota - Lemos (Pai de 'Francisco' e companheiro de golfe de 'José Eduardo')
- Carlos Gonçalves (†) - Américo (empregado da loja de Mário em Óbidos)
- Carlos Saltão - Cliente da Loja de Laidinha
- Cedrico Romão - Beto (amigo de 'Francisco')
- Danilo Worm
- David Reis - João Manuel 'Janeco' (filho de Cristina)
- Fernando Tavares Marques - Germano (Director do Hospital)
- Filipa Gordo - Professora Telma
- Filomena da Maia
- Frederico Moreno - Drogado
- Graciano Dias - Colega de Francisco
- Hélder Mendes
- Hélia Mendes
- Irina Fernandes - Isaura
- Jorge Almeida[20] - Mafioso
- Lígia Carteiro - Eva
- Lucinda Loureiro - Florbela (paciente da clínica de José Eduardo)
- Luís Fortunato - Guarda Agostinho (GNR que manda parar José Eduardo)
- Luís Gaspar - Arrumador que engana José Eduardo
- Madalena Bobone - Jenny (manager da banda de Joana)
- Manuel Luís Goucha - Ele mesmo (entrevista 'Joaninha' e a sua banda na Praça da Alegria)
- Manuela Carona - Paciente da Clínica
- Maria Helena Falé - Camila Lemos (mãe de Francisco)
- Maria Hernâni - Vizinha de Laidinha e Filipe
- Marina Antunes
- Mário Silva
- Miguel Amado - Doninha (membro da banda)
- Nuno Porfírio - Empregado de mesa que atende Guida e Gaspar
- Otília Valente
- Patrícia Roque - Lena (empregada de Guida)
- Pedro Matos
- Pedro Nuno - Hamster (membro da banda)
- Pepê Rapazote[21][22] - Ricardo Gouveia
- Regina Paula - Florista
- Ricardo Simões
- Rui Almeida - Caroucho (membro da banda)
- Rui Pedro Cardoso - Capanga de Vaz
- Sandra Dias - Luísa (substituta de Cristina na clínica)
- Virgílio Castelo - Inspector Raúl Soares
- Vítor Machado - Furão (membro da banda)

## Participações Especiais (não creditadas)
- André Patrício - Empregado do Bar onde Jorge vai
- Carlos Saltão - Cliente da Loja de Laidinha
- Graciano Dias - Universitário, colega de Francisco e Amália
- João Gamboa - Aluno da Universidade, colega de Sílvia e Joaninha
- Luís Teodoro - Cliente da Loja de Laidinha
- Mafalda Pinto[23] - Cliente da Loja de Laidinha
- Max Carrilho
- Pedro Abecassis - Cliente da Loja de Laidinha
- Ricardo Fonseca
- Rosa Guerra - Cliente da Loja de Laidinha

## Dados Técnicos
- A rodagem da novela realizou-se entre Janeiro e Julho de 2000, em Lisboa e em Óbidos.
- A novela estreou na RTP1 a 13 de Novembro de 2000 e, terminou a 8 de Junho de 2001. Era exibida por volta das 19 horas.
- Foi reexibida pelo mesmo canal pelas 18h30, tendo cada episódio a duração de cerca de 50 minutos.
- O número total de episódios foi de 150.
- Tal como Filhos do Vento (1997), esta telenovela ocorre em duas épocas em simultâneo.
- Já Foi reexibida na RTP Memória nas seguintes datas: Em 2009 no horário das 16 horas